# Nessa Cohen
Nessa Cohen (geboren am 11. Dezember 1884 in New York City als Helen Nessa Cohen; gestorben am 16. Dezember 1976 ebenda) war eine US-amerikanische Bildhauerin. Sie stellte unter anderem auf der International Exhibition of Modern Art 1913 aus und nahm an den Kunstwettbewerben der Olympischen Sommerspiele 1928 in Amsterdam teil.

## Frühes Leben

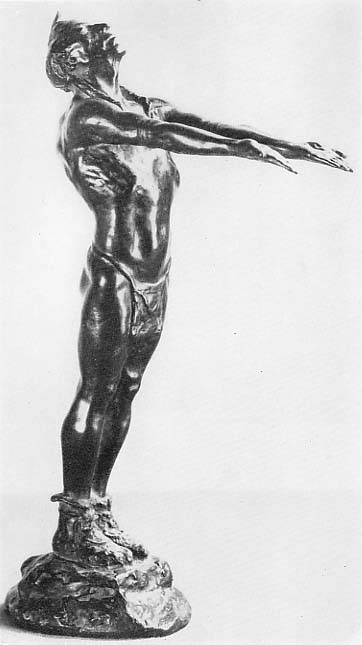
Nessa Cohen: Sunrise, Bronze, 1913 auf der Armory Show ausgestellt

Helen Nessa Cohen wurde am 11. Dezember 1884 in New York City geboren. Ihre Eltern waren Pauline und Adolph Cohen, der aus Deutschland kam und Rechtsanwalt war. Beide Eltern hatten deutsche und russische Vorfahren. Zudem hatte Cohen eine ältere Schwester namens Sadie.

## Ausbildung
Nach ihrem Abschluss auf dem Barnard College studierte Cohen gemeinsam mit James Earle Fraser Bildhauerei an der Art Students League of New York und am privaten College Cooper Union. Außerdem studierte sie gemeinsam mit Charles Despiau und Charles Malfray in Paris.

## Karriere
Vor 1913 stellte das American Museum of Natural History Cohen Gelder zur Verfügung, sodass sie und andere Künstler in den Südwesten der Vereinigten Staaten verreisen konnten, um mit Menschen sechs verschiedener Indianerstämme in Kontakt zu treten und deren Kleidung und Eigenheiten zu erfassen. Zu den in diesem Zusammenhang entstandenen Werken gehörte Cohens bekannte Bronze-Skulptur Sunrise. Sie präsentierte dem Museum Skizzen, sodass ihre Fähigkeiten beurteilt werden konnten, bevor sie wieder in den Südwesten geschickt wurde; danach entstand ihr Werk Hopi Relay Runner.
Cohen zeigte drei Werke auf der International Exhibition of Modern Art 1913 in New York: Zwei Gipswerke (Age und Portrait) und die Bronzestatue Sunrise.
Sunrise wurde 1916 auf der Annual American Exhibition in Chicago ausgestellt, gemeinsam mit den Bronzestatuen The Velvet Cap, Joy und Card tray: Hospitality.
Cohen war Mitglied der National Sculpture Society und stellte dort 1923 das Werk Moment Musicale der Gesellschaft vor. Sie war zudem Mitglied der National Association of Women Painters and Sculptors, der New York Architectural League und der Society of Independent Artists.
Im Jahr 1928 nahm sie in Amsterdam an den Kunstwettbewerben der Olympischen Sommerspiele in der Disziplin „Bildhauerkunst/Statuen“ teil, errang jedoch mit ihrer Statue Hopi Estafette (Coureur) keine Medaille. Sie unternahm außerdem Reisen nach Italien und Frankreich.

## Tod
Cohen starb im Dezember 1976, wenige Tage nach Vollendung ihres 92. Lebensjahres in New York City. Sie errichtete für die Art Students League of New York den The Nessa Cohen Memorial Fund, einen Fonds, aus dem Kunststudenten Fördermittel für Unterkunft, Ausbildung und Reisekosten erhalten können.

## Werke (Auswahl)
- Age, Gips[7]
- Card tray: Hospitality[8]
- Group of Indians of Southwestern United States, American Museum of Natural History.[9]
- Joy[8]
- Navajo Watching Women at Work[9]
- Portrait, Gips[7]
- Sunrise, Bronze, Havana, Cuba[7][9]
- The Velvet Cap[8]